# Otto Hartmann
Otto Hartmann född 11 september 1884 i München  död 10 juli 1952 i Miesbach ca 25 km väster om Rosenheim. Tysk militär. Hartmann befordrades till generalmajor i april 1936 och till general i artilleriet i april 1940. Han erhöll Riddarkorset av järnkorset i augusti 1940. 
Hartmann var
- befälhavare för 7. infanteridivisionen november 1936 - juli 1939
- befälhavare för XXX. armékåren augusti 1939 – mars 1941
- till överbefälhavarens förfogande mars 1941 - januari 1943
- befälhavare för arméområde A och chef för säkerhetsstyrkorna januari - september 1943
- till överbefälhavarens förfogande september 1943 - februari 1944
- chef för specialstab Hartmann vid överkommando Sydväst och armégrupp C februari 1944 – maj 1945

Hartmann var i krigsfångenskap maj 1945 – januari 1947.